# Park Narodowy „Słupy Leńskie”
Park Narodowy „Słupy Leńskie” (ros. Национальный парк «Ле́нские столбы́»; jakucki Өлүөнэ туруук хайалара, Ôlùônè turuuk hajalara) – park narodowy w centralnej części Jakucji w Rosji. Znajduje się w rejonach ałdańskim, olokmińskim i  changałaskim, a jego obszar wynosi 12179,41 km². Dekretem rządu Federacji Rosyjskiej z dnia 6 sierpnia 2018 roku dotychczasowy park przyrodniczy „Słupy Leńskie” otrzymał status parku narodowego. Siedziba zarządu parku znajduje się w mieście Pokrowsk. 
Park został wpisany w 2012 roku na listę światowego dziedzictwa UNESCO jako spełniające kryterium świadectwa toczących się procesów geologicznych w historii planety. 

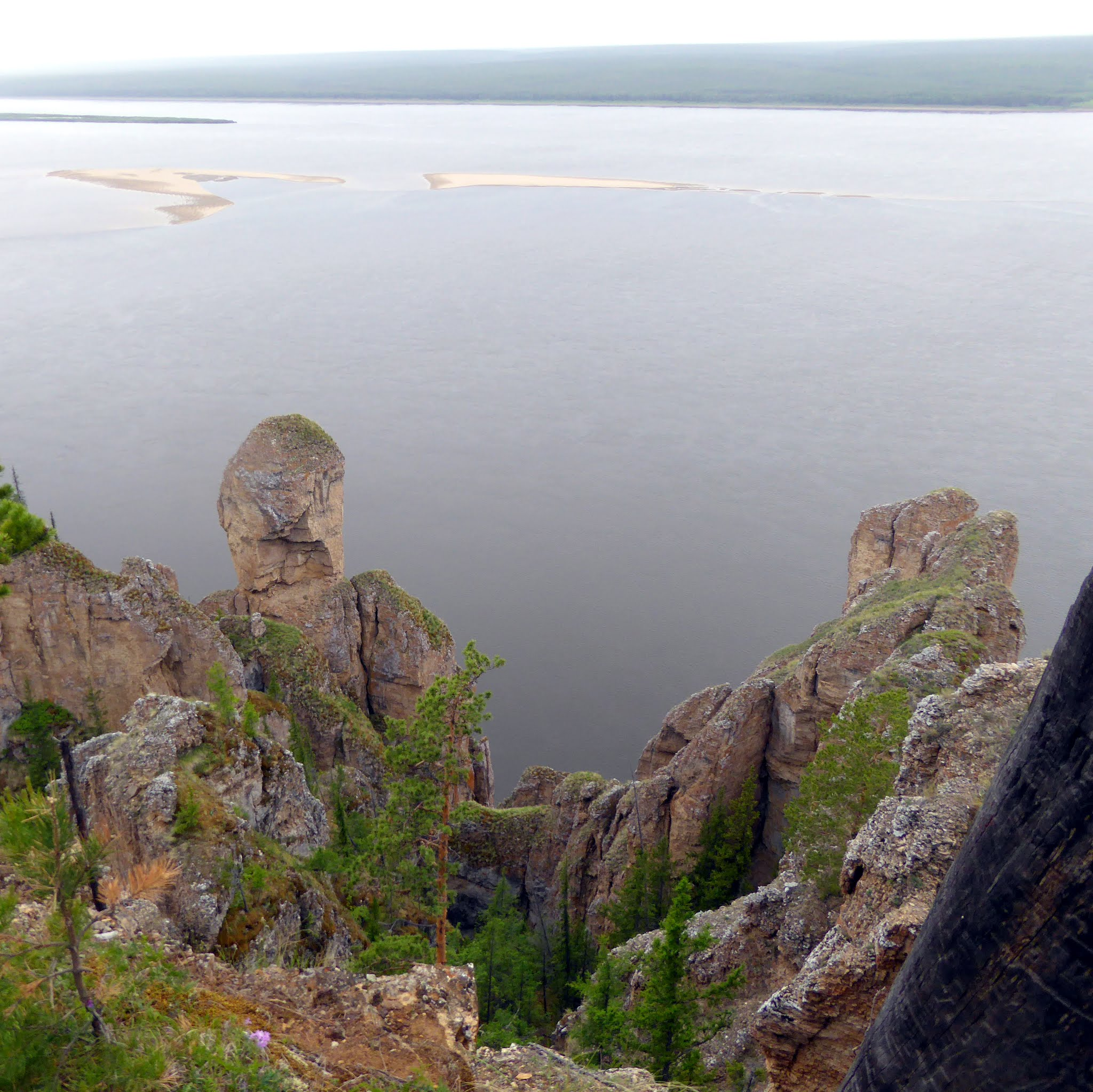

## Opis
Park znajduje się na prawym brzegu rzeki Leny. Znajdują się tam formacje skalne w kształcie słupów osiągających średnio wysokość około 100 metrów, jednak najwyższe mają około 220 metrów. Ciągną się one wzdłuż rzeki przez 40 kilometrów. Powodem powstania formacji jest występujący w regionie klimat kontynentalny. W okolicy występują roczne amplitudy temperatury sięgające 100 stopni Celsjusza, od –60 °C w zimie do +40 °C latem. Skalny las powstał w kambrze. Fundamenty słupów oddzielone są od siebie głębokimi i stromymi wąwozami powstałymi w wyniku krystalizacji wody wpływającej w szczeliny pomiędzy filarami. Ważnym czynnikiem powstawania formacji były też procesy fluwialne. 
Na terenie parku znaleźć można skamieniałości wielu gatunków z okresu kambru, część z nich występuje wyłącznie tam.

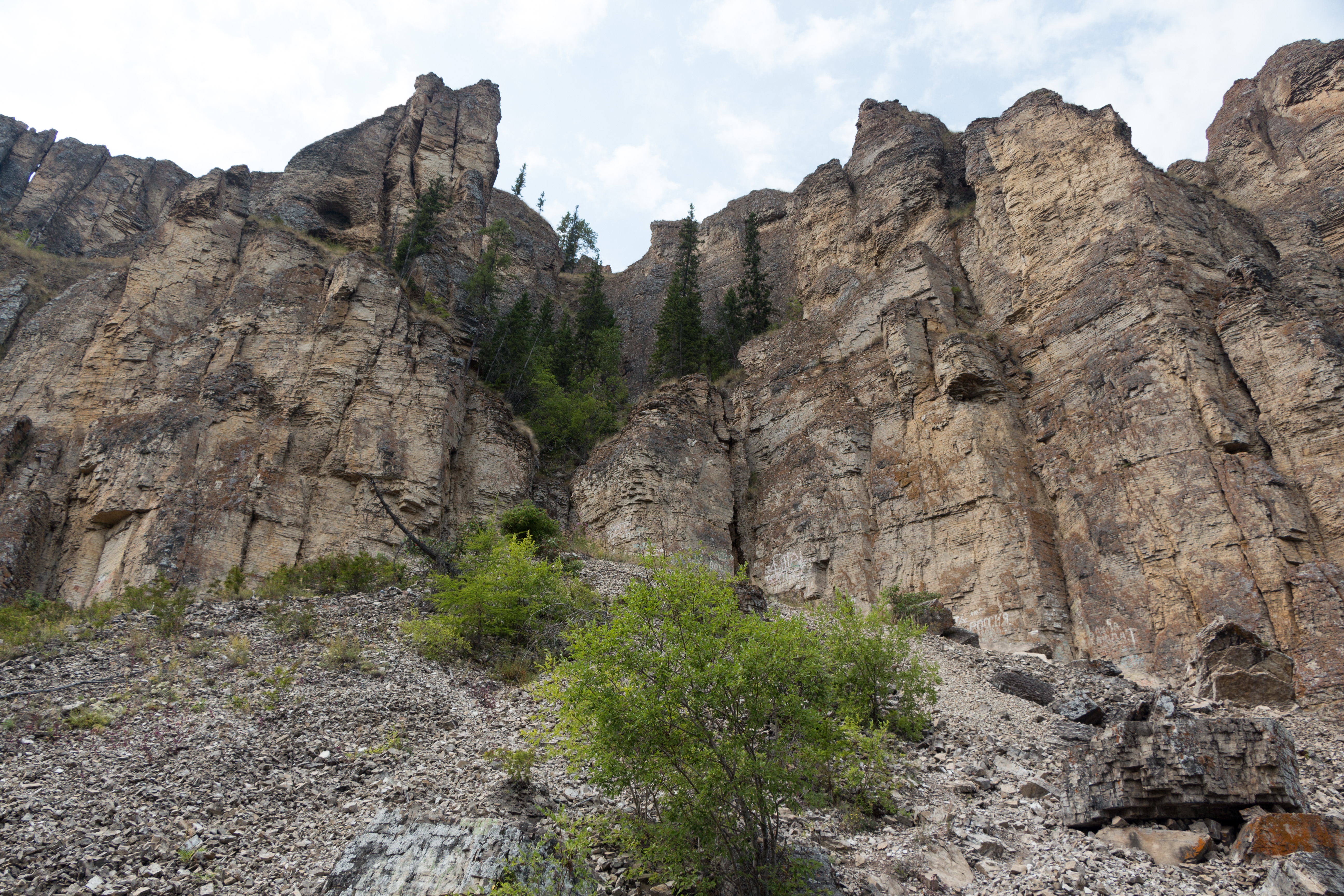

## Flora i fauna
Prawie cały obszar parku pokrywa tajga. Występuje tu 470 gatunków roślin naczyniowych. Żyją 42 gatunki ssaków. Są to m.in.: niedźwiedź brunatny, wilk szary, ryś euroazjatycki, rosomak tundrowy, soból tajgowy, gronostaj europejski, łasica syberyjska, łoś euroazjatycki, żubr europejski, piżmowiec syberyjski i jeleń szlachetny. Gniazduje 152 gatunki ptaków, takich jak: orzeł przedni, sokół wędrowny, słonka zwyczajna, czapla siwa. Gady reprezentowane są przez jaszczurki żyworodne i żmije zygzakowate, a płazy - przez kątozęby syberyjskie i żaby syberyjskie (Rana amurensis). 